# 奧斯凱里島
奧斯凱里島是蘇格蘭的島嶼，位於斯特朗賽島以南約5公里的大西洋海域，屬於奧克尼群島的一部分，面積0.85平方公里，最高點海拔高度18米，2001年人口僅5人。
59°02′03″N 2°34′05″W / 59.03429°N 2.56798°W